# Bolscevismo

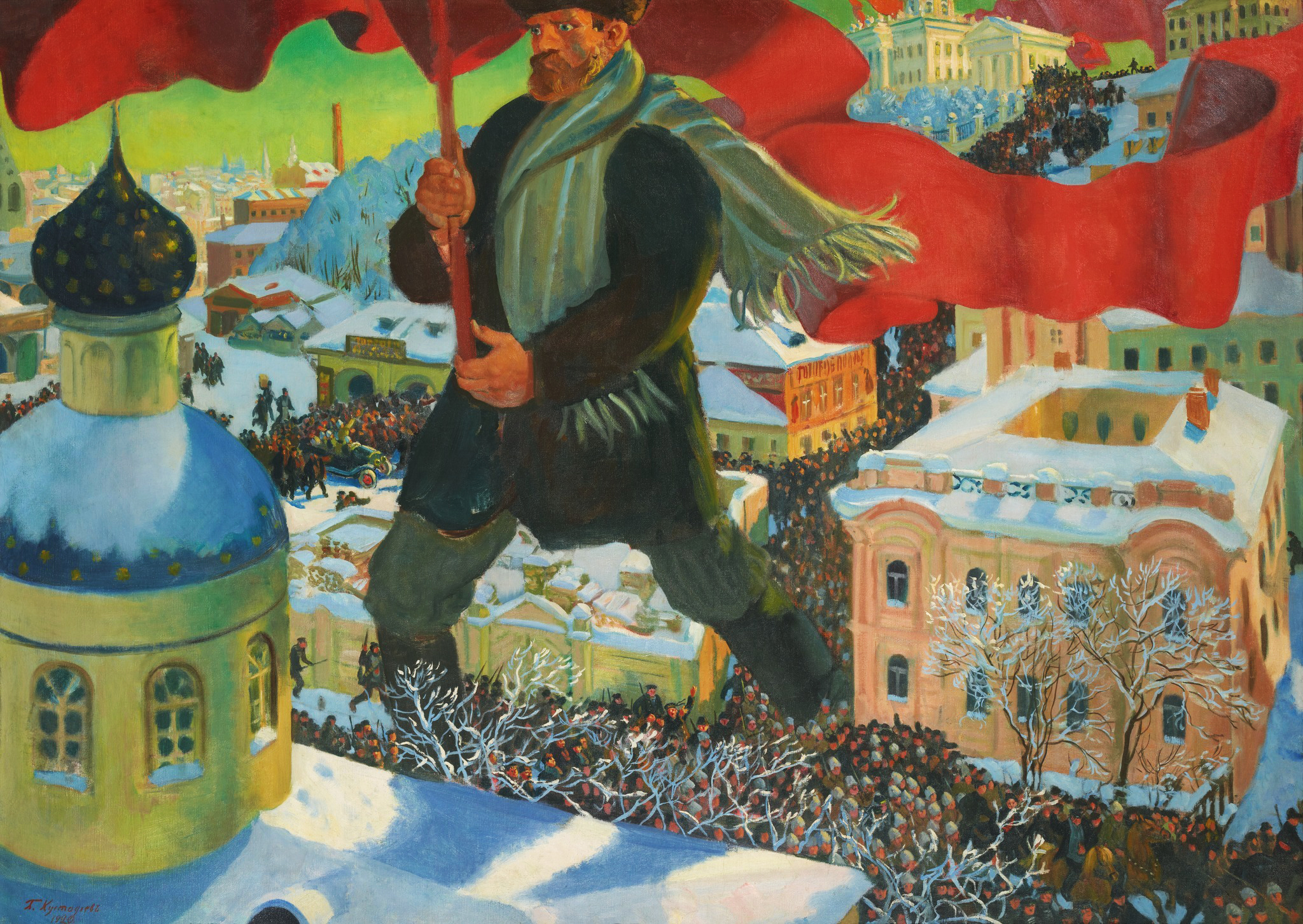
Il Bolscevico, dipinto di Boris Kustodiev (1920, Galleria Tret'jakov)

Il bolscevismo (in russo большевизм?, bol'ševizm) è una corrente del pensiero politico marxista, sviluppatasi all'inizio del XX secolo all'interno del Partito Operaio Socialdemocratico Russo (POSDR) e concretizzatasi nella formazione del Partito bolscevico, poi Partito Comunista dell'Unione Sovietica (PCUS).
L'origine del termine è legata agli equilibri registrati in alcune votazioni del II Congresso del POSDR, tenutosi in clandestinità tra Bruxelles e Londra nel 1903: coloro che appoggiavano le tesi strategiche e organizzative sostenute da Lenin furono detti bolscevichi (in russo большевики?, bol'ševiki), cioè maggioritari, mentre coloro che le contrastavano furono detti menscevichi, cioè minoritari.

## Storia

### La scissione

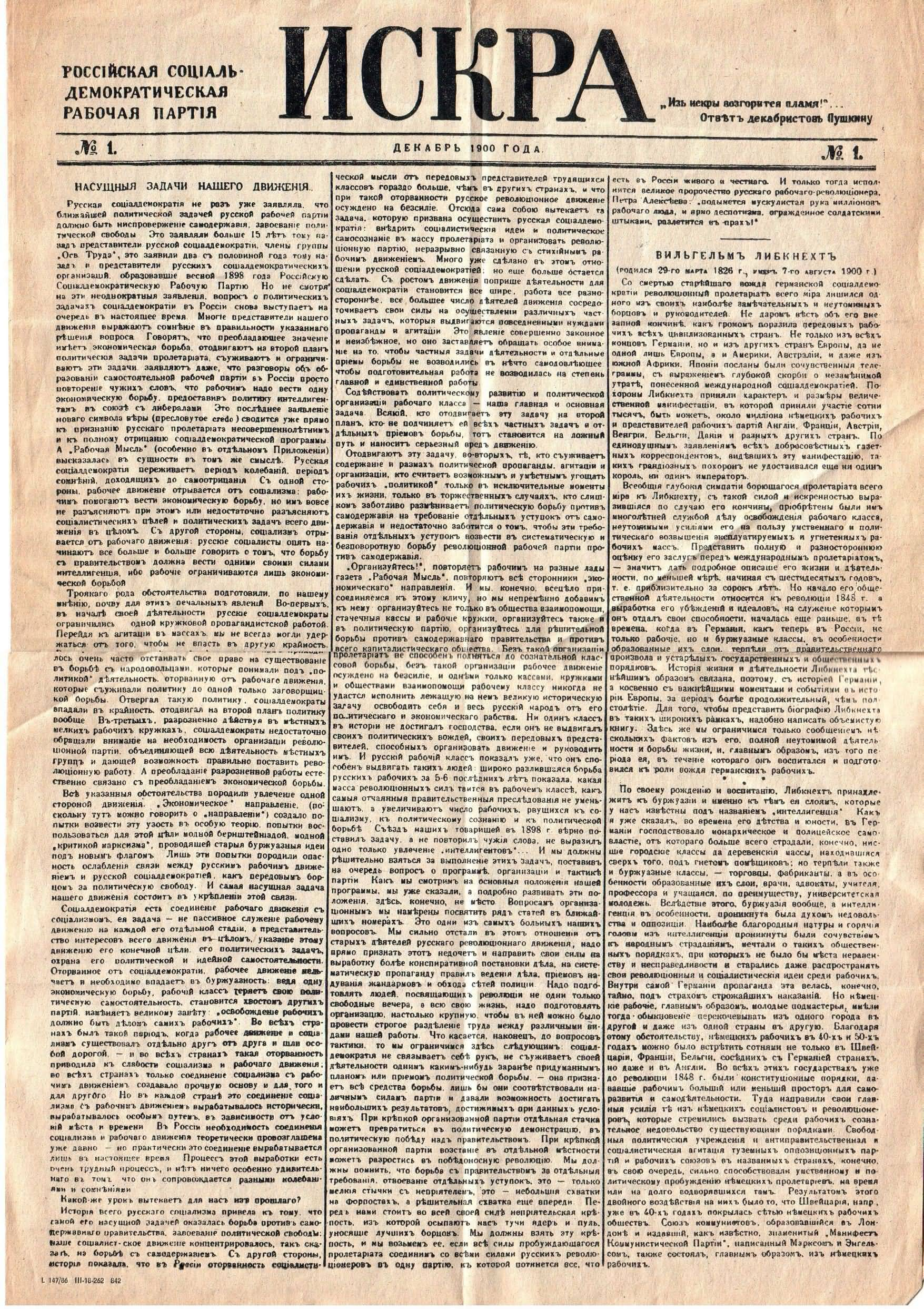
Il primo numero del giornale Iskra (dicembre 1900)

All'inizio del XX secolo era teorizzata da Lenin e dai suoi collaboratori al giornale Iskra l'esigenza di un partito «democraticamente centralizzato, stabile e coeso, fondato su un programma marxista rivoluzionario», in grado di «fornire alla classe operaia in lotta un tipo di direzione che avrebbe assicurato l'egemonia proletaria nella battaglia per la democrazia fino al trionfo del socialismo». La fase di concretizzazione di tale idea di partito condusse ad uno scontro, nell'ambito del II Congresso del POSDR (il primo effettivo dopo quello fondativo del 1898, svoltosi in condizioni precarie), tra i cosiddetti "iskristi" ed altre correnti della socialdemocrazia russa. I primi prevalsero sugli economicisti, che preferivano una struttura organizzativa debole, e sul Bund, che premeva per un'organizzazione federale di diversi gruppi socialisti, tra cui quello ebraico.
Il Congresso registrò tuttavia anche un aspro conflitto interno agli stessi "iskristi". Questi ultimi si distinsero in due frazioni: una, guidata da Lenin, fu detta bolscevica e l'altra, guidata da Martov, fu detta menscevica. Lo scontro si concentrò soprattutto sull'articolo 1 dello Statuto del Partito: mentre la formulazione proposta da Lenin pretendeva dai membri la partecipazione attiva ad una delle organizzazioni del POSDR, quella avanzata da Martov riteneva sufficiente per l'accettazione nel partito il fatto di collaborare con esso, pur senza partecipare direttamente. Le due diverse versioni sottintendevano due differenti idee di partito: una forza d'avanguardia, snella e composta di rivoluzionari di professione per Lenin, un'organizzazione ampia e di massa per Martov. Dopo un dibattito molto acceso l'assemblea approvò l'articolo 1 nella versione di Martov, mentre il resto del testo rifletteva l'idea di Lenin.
La divisione in due frazioni fu confermata nel 1904 dalla nascita dell'Ufficio dei comitati di maggioranza di parte bolscevica e della Commissione organizzativa menscevica, mentre dopo l'inizio della Rivoluzione russa del 1905 i bolscevichi tennero il III Congresso del POSDR (che approvò l'articolo 1 dello Statuto nella versione di Lenin) e i menscevichi svolsero una Conferenza di partito, con ciascuna delle due assemblee che elesse organismi dirigenti distinti. Le dinamiche rivoluzionarie portarono a tentativi di riavvicinamento tra le due correnti, e nella primavera del 1906 si svolse un Congresso unitario. Il periodo reazionario apertosi nel 1907, però, indebolì l'intero movimento socialdemocratico e acuì le tensioni interne al partito e alle stesse correnti.

### Il gruppo dei "vperiodisti"
Tra i bolscevichi scoppiò profondo dissenso tra i principali leader della trojka che tra il 1905 e il 1907 aveva supervisionato l'attività della frazione: Lenin, Krasin e Bogdanov. In particolare quest'ultimo, appoggiato anche da Krasin e da quello che, dal giornale Vperëd, fu detto il gruppo dei "vperiodisti", sosteneva posizioni cosiddette di "ultrasinistra", incentrate sul dare priorità all'attività illegale del partito e all'azione militare. Lenin, che trovò il supporto di Kamenev, Zinov'ev, Rykov, Tomskij e della maggioranza della frazione, riteneva invece fondamentale, dopo la sconfitta rivoluzionaria, che il partito rimanesse legato alla massa operaia: a questo scopo era necessario non limitarsi all'attività clandestina ma partecipare a quella dei sindacati e a quella parlamentare nella Duma di Stato, che per Bogdanov si doveva boicottare come fatto nel 1905.
La fazione radicale di Bogdanov, appoggiato dalla maggioranza del partito fra cui Lunačarskij e Aleksinskij, ebbe inizialmente successo tra gli operai, che conseguentemente aderirono al boicottaggio per concentrarsi sull'insurrezione. In questo modo Bogdanov si trovò di fatto a capo del movimento bolscevico, ma il suo successo politico fu di breve durata e scemò con lo svanire della prospettiva di una nuova insurrezione.
D'altra parte, a causa del boicottaggio messo in atto dai bogdanoviani, i deputati del POSDR alla terza Duma erano in maggioranza menscevichi. Allora una parte dei bolscevichi chiese la revoca dei deputati e fu detta degli "otzovisti" (dal russo otozvat', "richiamare"). Bogdanov e altri pretesero, invece, che i deputati votassero in base alle istruzioni del Comitato centrale, e furono detti "ultimatisti". Il peso degli "otzovisti" e degli "ultimatisti" nelle organizzazioni di partito era significativo; inoltre questa ala sinistra del bolscevismo comprendeva alcuni tra i maggiori intellettuali, come Gor'kij e Lunačarskij.
La disputa fra Lenin e Bogdanov, che non si limitò a divergenze tattiche ma si estendeva sul piano strategico, su quello politico-programmatico e su quello teorico e filosofico, portò nel 1909 all'estromissione di Krasin e Bogdanov dal Centro bolscevico, che era stato istituito nel 1907 per coordinare l'attività della frazione; e alla dichiarazione, da parte della conferenza del giornale Proletarii, della dissociazione della corrente dalle posizioni di Bogdanov, che, non accettando tali conclusioni, venne infine espulso dalla frazione bolscevica.
Nel conflitto fra Lenin e Bogdanov ebbero grande importanza le scuole di partito. Appena dopo l'espulsione dalla corrente bolscevica, Bogdanov, con l'aiuto di Gor'kij e Lunačarskij, fondò la "scuola superiore socialdemocratica di agitazione" a Capri, che operò dall'agosto al dicembre 1909. Per attrarre gli allievi alla sua corrente, Lenin aprì allora nell'estate 1911 la scuola di Longjumeau, vicino a Parigi. Nel novembre dello stesso anno Bogdanov fondò la scuola di Bologna, che fu attiva fino al marzo successivo.
Nel frattempo anche tra i menscevichi si erano delineate diverse tendenze, tra cui quella dei cosiddetti "liquidatori", che puntavano allo scioglimento del partito illegale per spostarsi a operare in organizzazioni legali.

### La strutturazione in partito
L'ultimo tentativo di riunificazione coincise con il plenum del gennaio 1910 del Comitato centrale del POSDR, che tuttavia raggiunse risultati puramente formali e costituì il preludio alla rottura definitiva. Nel gennaio del 1912 si tenne a Praga la VI Conferenza del POSDR, organizzata dall'ala sinistra, che vi presenziò in larga maggioranza decretando l'espulsione dei liquidatori. L'assemblea elesse un Comitato centrale dominato dai bolscevichi, di cui facevano parte tra gli altri Lenin, Zinov'ev e Ordžonikidze, e in cui più tardi sarebbe stato cooptato anche Stalin. Da questo momento menscevichi e bolscevichi operarono definitivamente come due partiti diversi; allo stesso tempo non ebbero seguito azioni unitarie di tutte le forze socialdemocratiche non bolsceviche, come la Conferenza tenuta in agosto a Vienna su iniziativa di Trockij, condizionata dall'incompatibilità tra le posizioni dei menscevichi e quelle sia dei vperiodisti che dei membri del partito non aderenti a correnti. L'anno successivo si ebbe la scissione ufficiale tra bolscevichi e menscevichi anche all'interno della frazione socialdemocratica presso la Duma, che fino ad allora era rimasta almeno formalmente unitaria.

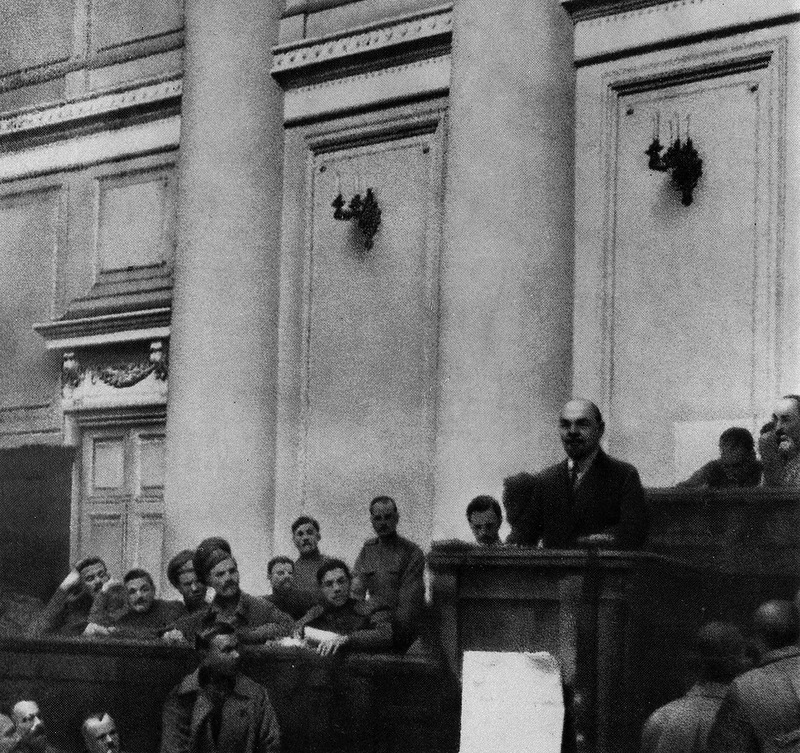
Lenin espone le Tesi di aprile presso il Palazzo di Tauride, sede del Soviet di Pietroburgo

Essendo i vertici di stanza all'estero, l'attività dei bolscevichi in Russia, propagandata in particolare tramite i giornali Zvezda e Pravda, era organizzata dalla frazione alla Duma e dall'Ufficio russo. Il partito conquistò ampio consenso soprattutto tra i quadri operai delle città, ma fu poco dopo oggetto di una violenta repressione seguita allo scoppio della prima guerra mondiale. Molti dirigenti, tra cui Kamenev e tutti i deputati, furono deportati in Siberia, dove già erano stati esiliati Ordžonikidze, Stalin e Sverdlov. L'Ufficio russo non riuscì ad operare per 18 mesi, per poi venire ricostituito tra la primavera e l'estate del 1916 da Šljapnikov su incarico di Lenin.
Con la Rivoluzione di febbraio del 1917, che depose lo zar, il partito poté emergere dall'illegalità. Inizialmente la linea prevalente tra i bolscevichi fu quella di Kamenev e Stalin, rientrati dalla Siberia, che cercavano la collaborazione con le altre forze rivoluzionarie, ma un netto cambiamento si ebbe nella posizione del partito dopo il ritorno di Lenin dall'esilio in Svizzera. Le sue Tesi di aprile, dapprima accolte in modo scettico e fortemente critico, guadagnarono sempre più consenso, fino a venire approvate a larga maggioranza nell'ambito della Conferenza di aprile, svoltasi a Pietrogrado nella primavera del 1917, durante la quale venne anche ufficializzata la nascita del "Partito Operaio Socialdemocratico Russo (bolscevico)". Da quel momento il partito si pose l'obiettivo di trasformare la rivoluzione borghese in atto in una rivoluzione socialista, negando ogni sostegno al Governo provvisorio.

### La Rivoluzione d'ottobre

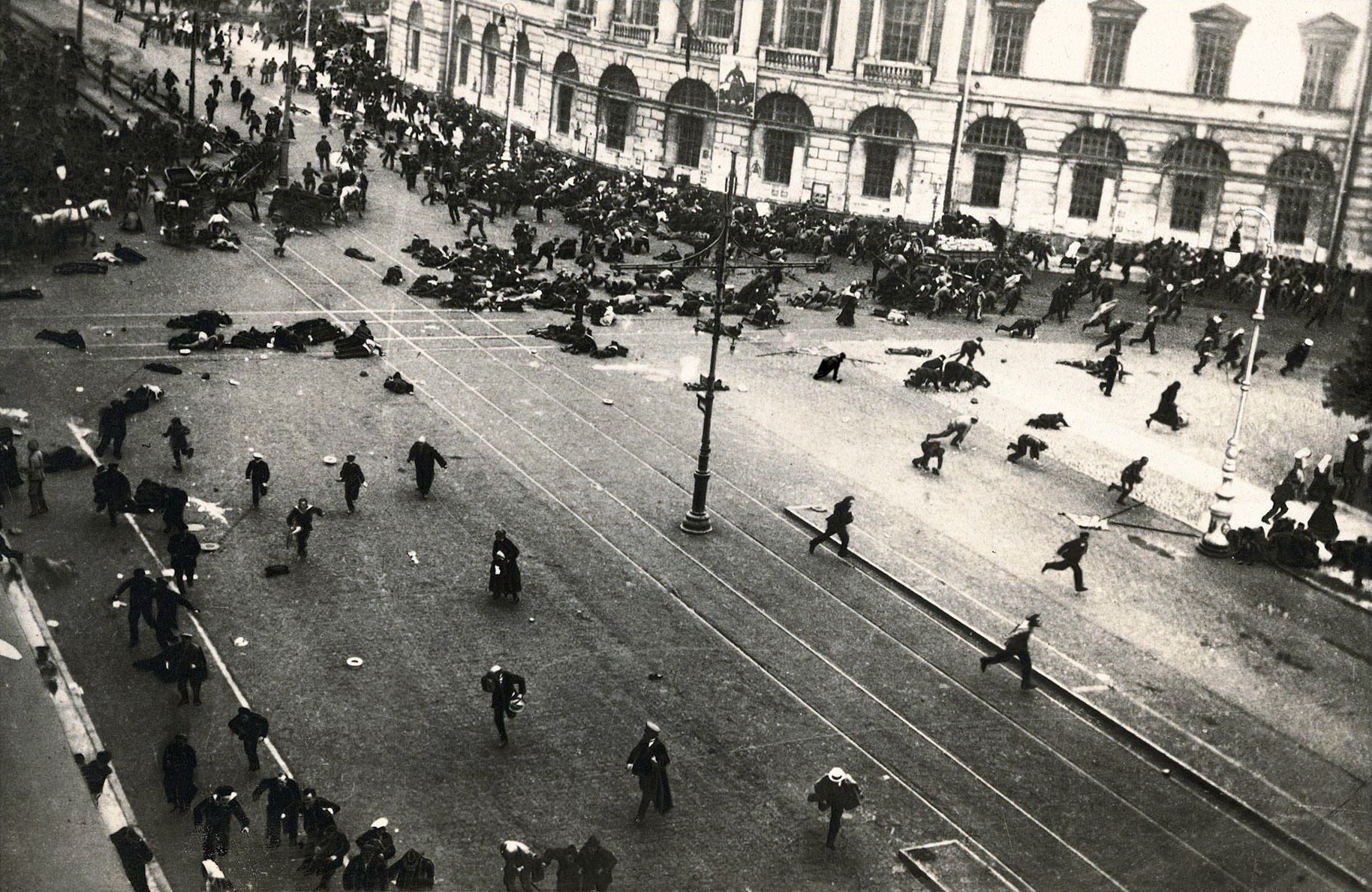
L'esercito del Governo provvisorio russo spara sui manifestanti durante le Giornate di luglio

L'appoggio delle masse alle parole d'ordine dei bolscevichi crebbe nei mesi successivi, in particolare all'interno dei comitati di fabbrica e nell'esercito, le cui guarnigioni si erano radicalizzate dopo una fallimentare offensiva voluta dal Governo a giugno e che aveva portato alla caduta dell'esecutivo e alla formazione di un nuovo gabinetto guidato dal socialrivoluzionario Aleksandr Kerenskij. A luglio il partito bolscevico prese la testa di una manifestazione, inizialmente spontanea, di operai e soldati a Pietrogrado. Dopo il fallimento di questa iniziativa si scatenarono una violenta repressione antibolscevica e una feroce campagna contro lo stesso Lenin, accusato di essere un agente tedesco e costretto alla clandestinità fuori città.
L'arretramento dei bolscevichi fu breve: essi svolsero già in agosto un ruolo primario guidando il sollevamento di massa di operai e soldati che respinse il colpo di stato conservatore condotto dal generale Kornilov. Da quel momento il consenso verso i bolscevichi dilagò ed essi conquistarono la maggioranza in numerosi soviet, a partire da quelli di Pietroburgo e Mosca. Presidente dell'assemblea pietroburghese divenne Trockij, che ormai da diversi mesi aveva sposato la causa bolscevica, divenendo con Lenin il principale leader della Rivoluzione.

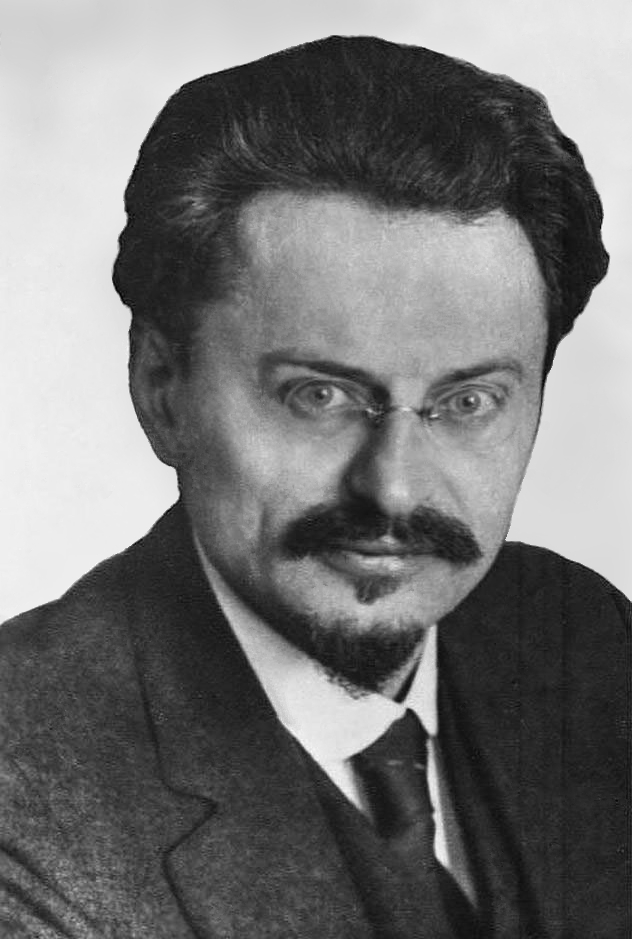
Lev Trockij, con Lenin il principale leader della Rivoluzione d'ottobre

I due ritenevano fin da settembre indispensabile non perdere l'occasione rivoluzionaria che si era venuta a creare e insistettero per la sollevazione armata, che fu deliberata il 10 ottobre (23 del calendario gregoriano) dal Comitato centrale del Partito bolscevico. La decisione fu presa con dieci voti favorevoli e due contrari, quelli di Kamenev e Zinov'ev. Questi ultimi temevano che l'insurrezione avrebbe compromesso l'intera rivoluzione e ritenevano pertanto più opportuna una lunga opposizione nei soviet e nella futura Assemblea costituente. Per la maggioranza, invece, le masse stesse si sarebbero rivolte contro i bolscevichi se questi avessero temporeggiato, e allo stesso tempo vi era fiducia nell'estensione della rivoluzione a livello europeo, che avrebbe garantito il necessario sostegno alla lotta in Russia.
La rivoluzione scattò tra la notte del 24 e il mattino del 25 ottobre (6 e 7 novembre del calendario gregoriano), quando soldati, marinai e operai armati (le "Guardie Rosse") occuparono i punti chiave della città. Alle ore 10 Lenin poté proclamare il rovesciamento del Governo, mentre la sera gli insorti occuparono il Palazzo d'Inverno e arrestarono i ministri, ma non Kerenskij che era già riuscito a lasciare la città.
Contemporaneamente si insediò presso l'Istituto Smol'nyj il II Congresso dei Soviet, a maggioranza bolscevica, cui fu formalmente consegnato il potere conquistato con la rivoluzione. I lavori del Congresso furono abbandonati dalla maggioranza dei menscevichi e dei socialrivoluzionari, che tuttavia subirono la scissione della propria ala sinistra; essa continuò a partecipare ai lavori e vide propri rappresentanti entrare a far parte del nuovo Comitato esecutivo centrale panrusso, presieduto prima da Kamenev e poi da Sverdlov, ma non del Consiglio dei commissari del popolo (Sovnarkom), eletto la sera del 26 ottobre e composto di soli bolscevichi guidati da Lenin.

### I bolscevichi al potere
Dopo la conquista del potere i bolscevichi attuarono immediate riforme di tipo socialista e nel marzo 1918 sottoscrissero la pace di Brest-Litovsk con la Germania, che causò l'abbandono del governo da parte dei socialrivoluzionari di sinistra, che erano entrati nel Sovnarkom a dicembre. Intanto le realtà che si opponevano al potere sovietico acquisirono nuova forza anche grazie all'appoggio delle potenze straniere e si giunse alla guerra civile. Fu allora varato il cosiddetto comunismo di guerra, caratterizzato da spirito egualitario, nazionalizzazione radicale e misure eccezionali. All'indomani della vittoria sull'Armata Bianca tali misure furono revocate con il lancio della Nuova Politica Economica (NEP), che ripristinava elementi di capitalismo, in particolar modo nel settore agricolo. In questa fase il pericolo che il proletariato, provato dai grandi sforzi degli anni precedenti, soccombesse di fronte al ritorno delle forze capitaliste spinse alla messa al bando delle altre organizzazioni politiche e al divieto di frazionismo nel partito, che limitò quella che fino ad allora era stata una vita interna intensamente democratica.

### La guida di Stalin

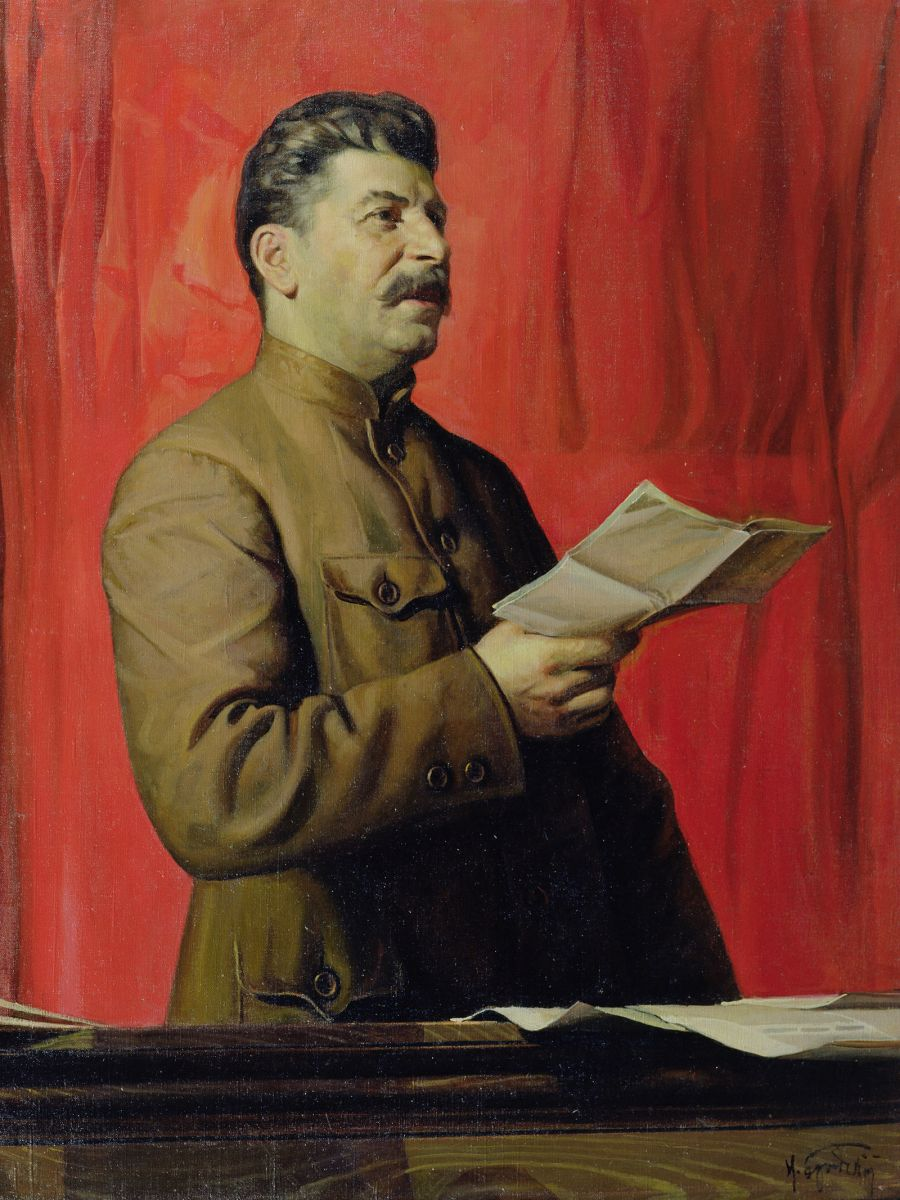
Ritratto di Stalin eseguito da Isaak Brodskij

Dopo la fondazione dell'Unione Sovietica (dicembre 1922) tali provvedimenti, che erano stati introdotti in circostanze straordinarie, divennero progressivamente la regola dopo la malattia e la morte di Lenin, che coincisero con l'avvento al vertice del partito e del Paese di Stalin. Egli concentrò nelle proprie mani sempre più potere, sostituendo la leadership collettiva teorizzata da Lenin con una solida leadership personale. I suoi principali rivali, sopravanzati già entro la fine degli anni venti, furono oggetto dopo il 1934 di processi pubblici che si conclusero con numerose condanne a morte durante le cosiddette Grandi purghe, che interessarono centinaia di migliaia di membri del partito.
Durante il periodo staliniano fu portato avanti un imponente processo di industrializzazione che, unitamente alla collettivizzazione delle campagne, accompagnò la trasformazione del Paese in una superpotenza con un elevato livello di urbanizzazione, mobilità e istruzione, facendo registrare successi di grande portata a fronte dell'indebolimento del legame democratico con i lavoratori.
L'organizzazione bolscevica rivestì poi un ruolo cruciale prima e durante la seconda guerra mondiale: il successo sul nazismo garantì la crescita dell'autorità di Stalin e del prestigio del partito, che nel 1952 fu ridenominato "Partito Comunista dell'Unione Sovietica". La scelta del nome, più conforme agli standard internazionali, portò dunque alla rimozione dell'aggettivo "bolscevico", che era invece rimasto intatto durante le precedenti ridenominazioni: quella del 1918 in "Partito comunista russo (bolscevico)", voluta da Lenin per evidenziare la distanza dalle forze riformiste e segnare il definitivo superamento della fase borghese della rivoluzione; e quella del 1925 in "Partito Comunista di tutta l'Unione (bolscevico)", che prendeva atto dell'organizzazione del partito ormai di livello pansovietico.

## Ideologia

### Il partito d'avanguardia

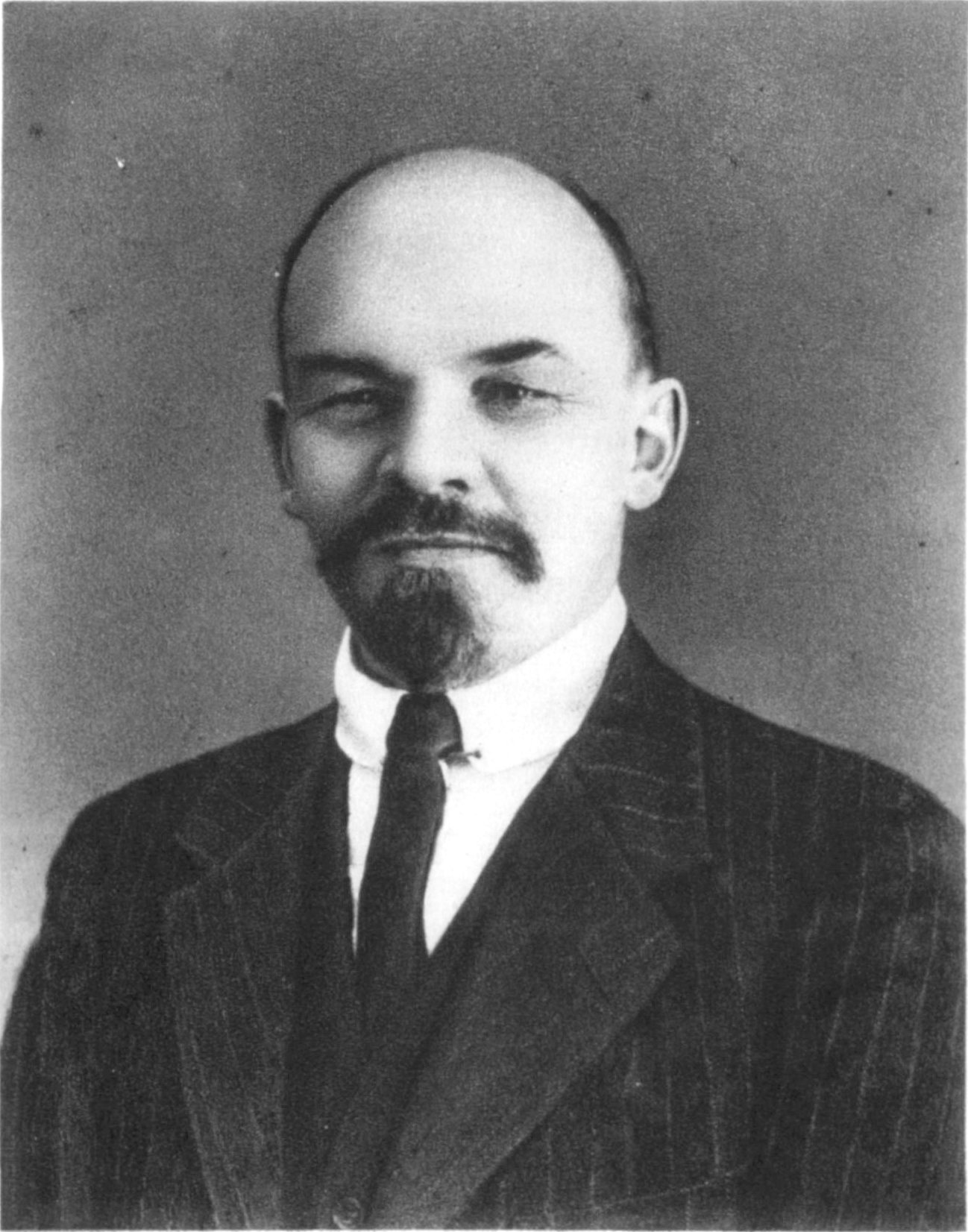
Lenin in Svizzera nel 1916

I fondamenti teorici e organizzativi del Partito bolscevico risiedono nel leninismo, inteso come l'insieme delle elaborazioni condotte da Lenin, incentrate sull'adesione al marxismo rivoluzionario e sulla sua applicazione concreta alle lotte della classe operaia. Tra gli elementi chiave del contributo di Lenin vi sono gli aspetti legati all'organizzazione del partito: secondo il leader bolscevico, esso doveva costituire una forza di avanguardia, centralizzata ma ramificata in una vasta rete di cellule locali; I militanti, dediti ad un programma rigorosamente rivoluzionario, dovevano in maggioranza provenire dalla classe operaia e con essa interagire, senza però che il partito coincidesse con la classe. Per Lenin il partito doveva essere infatti una forza impegnata nella lotta teorica, oltre che in quella politica e in quella economica, capace di portare nella classe operaia una visione profonda di scopi e fini a cui da sola essa, tenendo conto soltanto della difesa dei propri interessi economici, non sarebbe potuta arrivare.

### La dittatura del proletariato
Con la Rivoluzione del 1905 si consolidò anche la principale differenza strategica tra bolscevichi e menscevichi. Questi ultimi traevano dall'analisi marxiana la conclusione che l'unica rivoluzione possibile era quella di carattere democratico-borghese, che avrebbe dovuto portare alla società capitalista; in essa il proletariato avrebbe esercitato una funzione di opposizione in cui crescere in senso politico e numerico. I bolscevichi, e in particolare Lenin, contrapponevano a questo modello un nesso ininterrotto tra rivoluzione democratico-borghese e rivoluzione socialista: poiché la prima non poteva essere radicale e si sarebbe inevitabilmente fermata ai compromessi più cauti per tutelare gli interessi della classe possidente, era indispensabile che il proletariato diventasse egemone, nell'ambito di una dittatura degli operai e dei contadini che muovesse verso la rivoluzione socialista e la dittatura del proletariato.

### L'internazionalismo

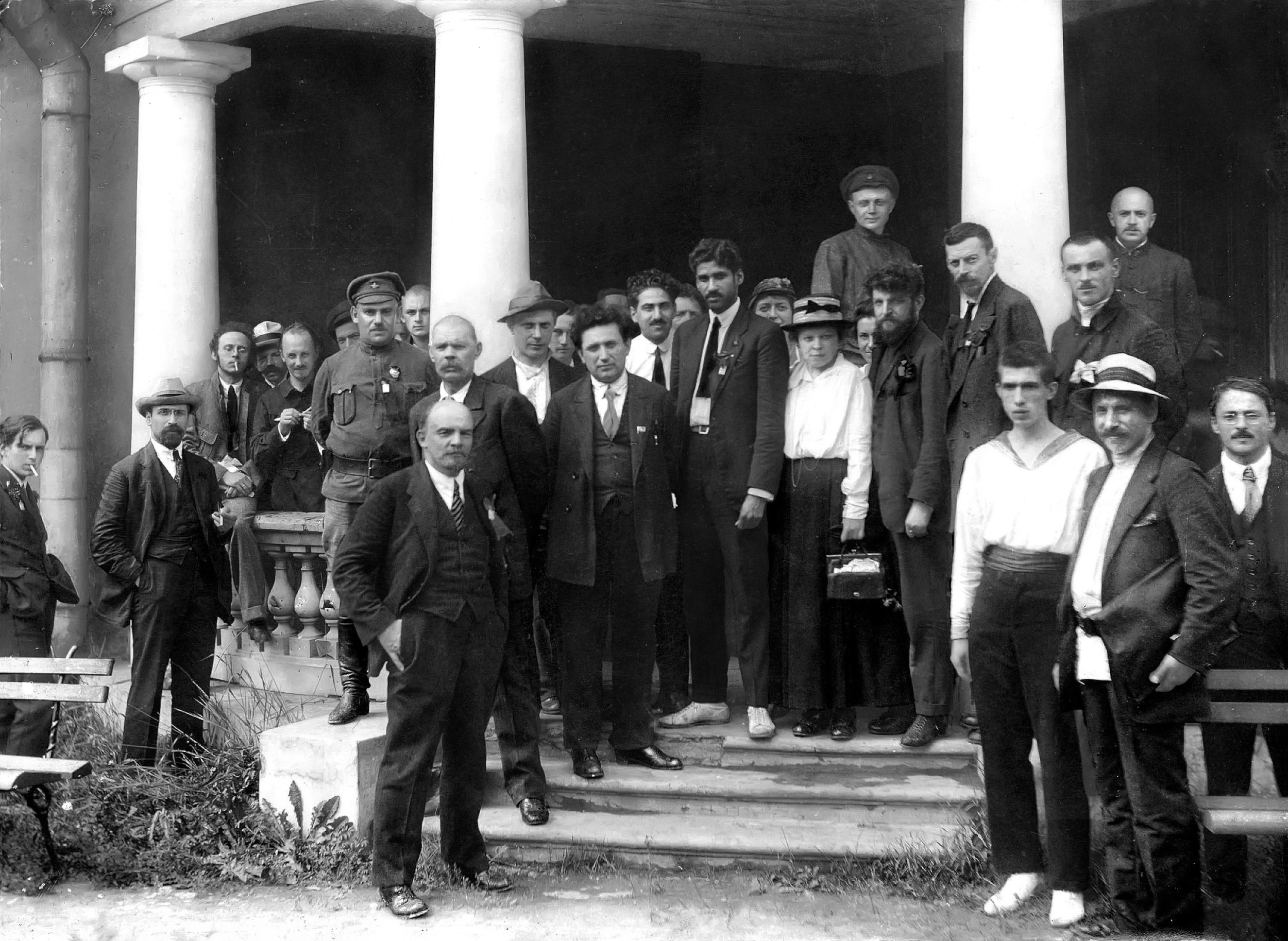
Alcuni delegati al II Congresso del Comintern (1920)

Il programma bolscevico comprendeva un orientamento marcatamente internazionalista rivoluzionario, nella convinzione che la lotta operaia negli altri Paesi avrebbe rafforzato il movimento russo e viceversa, pertanto l'attività dei bolscevichi era profondamente inserita nel contesto della socialdemocrazia europea e il partito occupò l'ala sinistra della II Internazionale. Il fallimento dell'organizzazione causato dall'accettazione della prima guerra mondiale da parte di molti partiti socialisti europei, fortemente criticati da Lenin, fornì al leader bolscevico elementi sia per il proprio appello al passaggio dalla guerra imperialistica a quella rivoluzionaria, sia per una profonda analisi dell'imperialismo come fase suprema del capitalismo: esso costituiva cioè il suo stadio più avanzato e più contraddittorio, vigilia di una rivoluzione socialista da inquadrare non solo su scala continentale ma mondiale, in cui il proletariato trovava un alleato nei popoli oppressi delle colonie.
L'obiettivo di estendere la rivoluzione a livello globale fu centrale nella politica dei bolscevichi anche all'indomani della presa del potere in Russia: nel 1919 essi furono infatti promotori di una nuova grande organizzazione sovranazionale, l'Internazionale Comunista (Comintern), spostando a livello internazionale la lotta contro i socialriformisti che internamente si era concretizzata con la Rivoluzione d'ottobre.

### Il marxismo-leninismo
La mancata realizzazione dell'auspicata rivoluzione mondiale e il ripiegamento verso la teoria del socialismo in un solo paese furono tra le cause del fatto che, con il tempo, in Unione Sovietica l'interpretazione del marxismo e del leninismo cominciarono ad assumere caratteristiche di sempre maggior conservatorismo, portando all'affermazione dello stalinismo e al consolidarsi, dagli anni trenta, dell'orientamento ideologico del partito in una ben riconosciuta ortodossia, il marxismo-leninismo.
L'ideologia marxista-leninista, considerata coincidente con il punto di vista della classe operaia, contribuì a legittimare il ruolo di leadership nel Paese e nella società del partito, che si riteneva erede, custode e creativo continuatore dell'elaborazione di Marx, Engels e Lenin.